# Parchís
Parchis foi um famoso grupo musical infantojuvenil da Espanha, criado em 1979. O nome deriva do jogo de ludo, que é assim chamado nesse país. Cada membro se vestia como uma das peças do jogo: Constantino Fernández Fernández, o Tino, era o peão vermelho; Yolanda Ventura Román, o peão amarelo; Gemma Pratts Tremens, o verde; Oscar Ferrer Cañadas, o azul; e David Muñoz Forcada era o dado. O grupo se separou em 1986.